# Thorectes latus
Thorectes latus is een keversoort uit de familie mesttorren (Geotrupidae). De wetenschappelijke naam van de soort werd in 1826 gepubliceerd door Sturm.